# 287

287(이백팔십칠)은 286보다 크고 288보다 작은 자연수다.

## 수학
- 합성수로, 그 약수는 1, 7, 41, 287이다. 진약수의 합은 49이므로, 287은 부족수다.
- 14번째 오각수다. 앞의 오각수는 247, 다음은 330이다.
- {\displaystyle 287=89+97+101}
  - 연속하는 세 소수(素數)의 합으로 나타낼 수 있으며, 이 성질을 지닌 앞의 수는 269, 다음 수는 301이다.
- {\displaystyle 287=47+53+59+61+67}
  - 연속하는 소수(素數) 5개의 합으로 나타낼 수 있으며, 이 성질을 지닌 앞의 수는 263, 다음 수는 311이다.
- {\displaystyle 287=17+19+23+29+31+37+41+43+47}
  - 연속하는 소수(素數) 9개의 합으로 나타낼 수 있으며, 이 성질을 지닌 앞의 수는 253, 다음 수는 323이다.

## 과학
- 공기의 기체상수는 287J/kgK이다.
- NGC 287(영어판): 물고기자리 방향에 있는 렌즈형은하.

## 교통

### 철도
- 서일본여객철도 287계 전동차(일본어판)

### 도로
- 일본 287번 국도(일본어판): 야마가타현 요네자와시에서 히가시네시까지 이어지는 일본의 국도.
- 현도 제287호선

## 군사
- U-287(영어판, 독일어판): 제2차 세계 대전에 사용된 나치 독일의 군용 잠수함.

## 문화유산
- 대한민국의 국보 제287호: 백제 금동대향로
- 대한민국의 보물 제287호: 분청사기 박지철채화문 병
- 대한민국의 사적 제287호: 인천 답동성당

## 기타
- 연도: 287년, 기원전 287년